# AT&T Labs
AT&T Labs — отдел исследований и разработок AT&T.
В нём работают около 1800 человек в разных местах, включая: Бедминстер (Нью-Джерси); Мидлтаун (Нью-Джерси); Мангеттен (Нью-Йорк); Ворренвилл (Иллинойс); Остин (Техас); Даллас (Техас); Атланта (Джорджия); Сан-Франциско (Калифорния); Сан-Ромон (Калифорния); и Редмонд (Вашингтон).
AT&T Labs прослеживает свою историю от AT&T Bell Labs. Многие исследования проводятся в областях, начиная от физики оптической передачи и заканчивая основополагающими темами в вычислительной технике и коммуникациях. Остальные исследовательские сферы решают технические проблемы крупных операционных сетей и большие данные.